# Афанасіос Цакіріс
Афанасіос «Танасіс» Цакіріс (Αθανάσιος «Θανάσης» Τσακίρης, 15 січня 1965, Драма, Греція) — грецький біатлоніст та лижний гонщик.
П'ять разів у своїй спортивній кар'єрі брав участь в Олімпійських іграх: 1988 року (Калгарі), 1992 (Альбервіль), 1994 (Ліллехаммер), 1998 (Нагано) та 2010 (Ванкувер). Його 20-річна дочка Панайота Цакірі також брала участь в Олімпіаді 2010 у змаганнях з біатлону.
2010 року обраний прапороносцем Національної збірної Греції.